# Brigita Bukovec
Brigita Bukovec (Ljubljana, 21. svibnja 1979.), bivša slovenska atletičarka.
Natjecala se u disciplinama 100, 60 i 50 metara s preponama. Najveći uspjeh postigla je na Olimpijskim igrama 1996. godine u Atlanta kada je osvojila srebrenu medalju na 100 metara s preponama, bolja od nje bila je šveđanka Ludmila Engquist. Postala je prvakinja mediterana na igrama u Languedoc-Roussillonu  1993. godine.
Brigita još uvijek drži slovenske nacionalne rekorde na 100 metara s preponama (12,59), 60 metara s preponama (7,78) i 50 metara s preponama (6,70).

## Najveći uspjesi
- 3. mjesto, Europsko juniorsko prvenstvo 1989. - Varaždin, Hrvatska
- 3. mjesto, Svjetsko dvoransko prvenstvo 1995. - Barcelona, Španjolska
- 2. mjesto, Europsko dvoransko prvenstvo 1996. - Stockholm, Švedska
- 2. mjesto, Olimpijske igre 1996. - Atlanta, SAD
- 2. mjesto, Europsko prvenstvo 1998. - Budimpešta, Mađarska

- 1993., 1995., 1996., 1997. i 1998. proglašena je za slovensku sportašicu godine.

## Vanjske poveznice
- IAAF-ov profil Brigite Bukovac